# George Stevenson Wallace
George Stevenson Wallace (* 4. Juni 1895 in Aberdeen, New South Wales; † 19. Oktober 1960 in Sydney) war ein australischer Komiker und Schauspieler.

## Leben
Wallace entstammte einer Komödiantenfamile. Sein Großvater „Pipeclay“ Wallace war ein irischer Komiker, sein Vater George Stevenson „Groncho“ Wallace betätigte sich zunächst in verschiedenen Berufen, unter anderem als Maler, bevor er Darsteller in Minstrel Shows wurde, er selbst stand zum ersten Mal dreijährig mit seinen Eltern auf der Bühne. In seiner Jugend versuchte er sich in verschiedenen Berufen, bevor er 1919 an Harry Clays Newtown Bridge Theatre in Sydney ein Engagement als akrobatischer Steptänzer erhielt.
Im gleichen Jahr trat er hier mit Jack Paterson als Dinks und Onkus in der Komödie The two Drunks auf, die schnell zum populärsten Stück am Newtown Bridge Theater wurde. Um 1924 trennte er sich von  Clay und arbeitete für Ben Fuller. Als Onkus and His Merry Company reiste er mit Marshall Crosby und Maida Jones und acht bis neuen weiteren Darstellern durch Australien und Neuseeland. Ihre Programme enthielten musikalische Komödien wie Harmony Row und His Royal Highness aus Wallaces Feder, die später als Filme erfolgreich wurden.
Ende 1931 engagierte ihn Francis W. Thring an die neu gegründeten Efftee Film Productions. Hier debütierte er im Folgejahr in dem Kurzfilm George Wallace – Australia’s Premier Comedian, in dem er den „Dance of the Wounded Wombat“ vorführte. Im gleichen Jahr folgte der Musikfilm His Royal Highness. Außerdem trat er für Thring in verschiedenen Revuen und den Musicals Collits’ Inn (1933) und The Beloved Vagabond (1934) auf der Bühne auf.
Nach dem Tod Thrings 1936 ging Wallace zur Revuekompagnie Mike Connors’ und Queenie Pauls, mit der er am Victoria Theatre in Newcastle und in Neuseeland auftrat. Nach seiner Rückkehr trat er in zwei Filmen Ken G. Halls auf: Let George Do It (1938) und Gone to the Dogs (1939).
1939 trat er am Tivoli Theatre in Melbourne in der Revue Business as Usual und blieb bis zur Show Americana (1947) der Star des Hauses. Er arbeitete mit Edwin Styles und Jenny Howard zusammen, für die er den Song A Brown Slouch Hat schrieb und komponierte, der Australiens patriotische Hymne im Zweiten Weltkrieg wurde. In The Rats of Tobruk (1944)  und Wherever She Goes (1951) trat er in einer Cameo-Rolle auf.
Ab 1949 war er beim Rundfunk „the boy from Bullamakanka“ in der wöchentlichen George Wallace Road Show. 1953 holte ihn Harry Wren in Queenie Pauls Revue Thanks for the Memory neben Stars wie Jim Gérald zurück auf die Bühne. Seine letzten Auftritte hatte er in Wrens Show The Good Old Days (1956–1957). Danach verschlechterte sich sein Gesundheitszustand, so dass sein Sohn George Leonard Wallace in Wrens nächster Show Many Happy Returns seinen Platz einnehmen musste, während er selbst seinen Sohn einige Wochen am Theatre Royal in Brisbane vertrat.